# Perinetia reducta
Perinetia reducta är en kräftdjursart som beskrevs av Barnard1959. Perinetia reducta ingår i släktet Perinetia och familjen Philosciidae. Inga underarter finns listade i Catalogue of Life.